# Hugo Döbler
Hugo Döbler (* 18. März 1923; † 29. September 1996) war ein deutscher Sportwissenschaftler und Hochschullehrer.

## Leben
Döbler gehörte zu den ersten Studenten an der 1950 in Leipzig eingerichteten Deutschen Hochschule für Körperkultur (DHfK) und erlangte 1952 sein Diplom. Seine Doktorarbeit schrieb er bei Kurt Meinel zum Thema „Die Kombinationsmotorik im Sportspiel“. Die Arbeit wurde 1956 angenommen. 1956 übernahm er an der DHfK die Leitung des Instituts für Bewegungslehre, 1957 wurde er Leiter des Instituts für Sportspiele, stand dem Wissenschaftsbereich Sportspiele sowie der Forschungsgruppe Sportspiele vor. 1961 wurde Döbler ins Amt des Hochschuldozenten berufen und war ab 1969 Professor für Theorie und Methodik der Sportspiele. Teils wirkte er ebenfalls als Dekan der Fakultät für Sportmethodik sowie als Prorektor für Wissenschaftsentwicklung.
Sowohl in Theorie als auch in der Praxis war Döbler Fachmann für die Sportspiele, so war er 1966 neben Rudi Schmieder Trainer der Eishockeynationalmannschaft der Deutschen Demokratischen Republik, die den fünften Platz bei der Eishockey-Weltmeisterschaft 1966 belegte sowie im Rahmen dieses Turniers gleichzeitig Dritter der Eishockey-Europameisterschaft wurde, und Cheftrainer im Deutschen Fußball-Verband (DFV) (nicht zu verwechseln mit National- bzw. Auswahltrainer). Außerdem war er bis 1990 Mitglied im Präsidium des DFV. 1963 kamen in erster Auflage seine Bücher „Kleine Spiele: ein Handbuch für Schule und Sportgemeinschaft“ und „Spiele und Spielplatzbau im Volkssport: Spiele, Übungsstätten und Geräte“ heraus, 1969 veröffentlichte er das Buch „Abriß einer Theorie der Sportspiele“. Döbler setzte sich sportwissenschaftlich mit dem Fußballtraining auseinander, analysierte das Geschehen im Spitzenbereich im Fußball und Eishockey anhand von Weltmeisterschaften sowie Olympischen Spielen. Ebenfalls zu seinen Forschungsarbeiten gehörte 1977 die Auseinandersetzung mit der „mehrjährigen Trainingsgestaltung in den Sportspielarten“, die sportgeschichtliche Betrachtung des Fußballs sowie die Analyse des Begriffs Spielfähigkeit und die Systematisierung sportspielspezifischer Trainingsmethoden. Das 1988 mit Günther Stiehler und Irmgard Konzag veröffentlichte Buch „Sportspiele. Theorie und Methodik der Sportspiele“ wurde als „grundlegendes Werk für die Ausbildung von Sportlehrern und Trainern“ eingestuft. In Zusammenarbeit mit Günter Schnabel und Günter Thieß brachte Döbler 1989 das Buch „Grundbegriffe der Sportspiele“ heraus.